# Artūrs Garonskis
Artūrs Garonskis, född den 25 maj 1957 i Riga i Lettland, är en sovjetisk roddare.
Han tog OS-silver i fyra med styrman i samband med de olympiska roddtävlingarna 1980 i Moskva.